# Anaideia
Nella mitologia greca, Anaideia (in greco antico: Ἀναίδεια?) è la personificazione dell'inverecondia. Gli ateniesi ne fecero una divinità, simboleggiata da una pernice.